# Wereldkampioenschap dammen 1990 (match)
De match om het wereldkampioenschap dammen 1990 werd van 1 februari t/m 2 maart 1990 (met rustdagen op 3, 5, 9, 12, 15, 19 t/m 21, 26 en 28 februari) in het stadhuis van Amersfoort gespeeld door titelverdediger Aleksej Tsjizjov en Ton Sijbrands die hem mocht uitdagen als winnaar van de herkamp met Anatoli Gantvarg die met hem op de tweede plaats eindigde in het wereldkampioenschap 1988 in Paramaribo. 
Sijbrands won die van 12 t/m 19 september 1989 (met rustdagen op 14 en 17 september) in Deventer gespeelde herkamp met 7 - 5 door een overwinning in de derde partij met sterk centrumspel waarbij hij Gantvarg met succes verleidde hem in de hekstelling te nemen. 

## Einduitslag
De match bestond uit 20 partijen en eindigde door 1 overwinning aan beide kanten en 18 remises in een 20 - 20 gelijkspel waarmee Tsjizjov zijn wereldtitel prolongeerde. 
| Rang | Land | Naam             | 1 | 2 | 3 | 4 | 5 | 6 | 7 | 8 | 9 | 10 | 11 | 12 | 13 | 14 | 15 | 16 | 17 | 18 | 19 | 20 | AW | Pnt |
| ---- | ---- | ---------------- | - | - | - | - | - | - | - | - | - | -- | -- | -- | -- | -- | -- | -- | -- | -- | -- | -- | -- | --- |
| 1    | URS  | Aleksej Tsjizjov | 1 | 0 | 1 | 1 | 1 | 1 | 1 | 1 | 1 | 1  | 1  | 1  | 1  | 1  | 1  | 1  | 1  | 2  | 1  | 1  | 20 | 20  |
| 2    | NED  | Ton Sijbrands    | 1 | 2 | 1 | 1 | 1 | 1 | 1 | 1 | 1 | 1  | 1  | 1  | 1  | 1  | 1  | 1  | 1  | 0  | 1  | 1  | 20 | 20  |

## Belangrijkste partijen
Sijbrands won de 2e partij terwijl hij in de hekstelling stond en nam daarmee al snel de leiding. 
Hij miste de winst in de 14e partij en verloor de 18e partij door tijdsoverschrijding in een lastige maar damtechnisch gezien remise te houden positie. 
Sijbrands kwam in de 20e partij vanuit de Partie Bonnard gewonnen te staan maar hij miste de winst en daarmee de wereldtitel.
De twintigste partij van de tweekamp is uitgegroeid tot de beroemdste damremise in de geschiedenis. 
De partij begon met de Valkenburg-variant van de Partie Bonnard waarin Sijbrands met zwart de aanvallende partij was. 
Tsjizjov verlegde het speltype met een 2-om-2 naar een kerkhofaanval voor hem. 
Hij verloor zijn kerkhofvoorpost en kwam verloren te staan maar wist alsnog remise te spelen omdat Sijbrands op de 49ste zet de winst miste.

### Tsjizjov verliest een schijf
Wit kan zijn voorpost succesvol verdedigen met 50-44 en een bijna gelijkwaardige positie. 
41. 50-45? 3-9 42. 37-32 24-30 43. 42-37 30x39 44. 33x44 12-18 45. 44-39 18x27 De taaiste verdediging voor wit is de opbouw 39-34 (niet 45-40 wegens de doorbraak 27-31; 36x7 8-12; 7x18 en 13x35) en 45-40-34. 46. 28-23? 25-30 47. 39-33 30-34 48. 33-29 34-39 49. 45-40 en zie nu het volgende diagram.

### Sijbrands mist de winst
Zwart kan winnen met 39-43!; 38x49 27x38; 29-24 21-27 (dreigt 27-32; 37x28 38-43; 49x38 17-21; 26x17 en 11x42); 37-32 13-18!; 32x14 en 18x9. 49....9-14? 50. 29-24 De ruil 39-43; 38x49 27x38 is nu remise wegens 40-35 of 40-34 en de doorbraak 23-19 en 24-20 zodra de zwarte tegenactie 17-22; 26x19 en 13x15 niet meer mogelijk is. 50....11-16 Op meteen 37-31 wint zwart met 14-20; 31x11 20x18; 26x17 16x7. 51. 23-19! 14x23 Op 24-20 zou zwart winnen met het bekende 17-22; 26x19 en 13x15. 52. 37-31! 39-44 53. 31x11 44x35 54. 26x17 16x7 55. 24-20 35-40 56. 20-14 40-44 57. 14-10 13-19 58. 10-5 44-50 59. 17-12 en remise gegeven omdat wit naar een 2-om-3 stand met remise afwikkelt. 